# Яковиця (Логатець)
Яковиця (словен. Jakovica) — поселення в общині Логатець, Осреднєсловенський регіон, Словенія. Висота над рівнем моря: 480,6 м.